# Pump Up the Valuum
| 전문가 평가        | 전문가 평가 |
| 평가 점수          | 평가 점수   |
| 출처               | 점수        |
| ------------------ | ----------- |
| AllMusic           | [ 2 ]       |
| North County Times | B+          |
| Ox-Fanzine         | Favorable   |
| Punknews.org       | [ 1 ]       |
| Rock Hard          | 9/10        |

《Pump Up the Valuum》은 미국의 펑크 록 밴드 NOFX의 여덟 번째 스튜디오 음반이다. 2000년 6월 13일, 에피타프 레코드에서 발매되었으며, 회사를 통해 마지막으로 발매되었다.

## 제작
이 음반의 제목은 소송을 피하기 위해 의도적으로 "Valium"이라는 상표의 철자를 잘못 쓴 것으로, 멜빈스가 그들의 음반 《Lysol》에서 직면했던 것과 유사하다. 이것은 《45 Or 46 Songs...》 음반 책자에 설명되어 있다.
초기 곡인 〈And Now for Something Completely Similar〉는 몬티 파이튼 콩트의 유명한 속담인 "And Now for Something Completely Different"를 패러디한 곡이다. 장난삼아, 인트로는 밴드의 1994년 음반인 《Punk in Drublic》의 〈Linoleum〉과 매우 비슷하게 들리고, 바로 엘 헤프는 노래가 시작되기 전에 목소리를 따뜻하게 하는 반면, 솔로 베이스 부분은 "Shadows of Defeat from Good Riddance"를 반영한다. 두 가지 유사점은 모두 노래 가사에서 해결된다.

## 곡 목록
모든 곡들은 팻 마이크에 의해 작사/작곡하였다.
| #   | 제목                                              | 재생 시간 |
| --- | ------------------------------------------------- | --------- |
| 1.  | 〈And Now for Something Completely Similar〉      | 0:58      |
| 2.  | 〈Take Two Placebos and Call Me Lame〉            | 2:25      |
| 3.  | 〈What's the Matter With Parents Today?〉         | 1:58      |
| 4.  | 〈Dinosaurs Will Die〉                            | 2:58      |
| 5.  | 〈Thank God It's Monday〉                         | 1:39      |
| 6.  | 〈Clams Have Feelings Too (Actually They Don't)〉 | 2:32      |
| 7.  | 〈Louise〉                                        | 1:49      |
| 8.  | 〈Stranger Than Fishin'〉                         | 1:05      |
| 9.  | 〈Pharmacist's Daughter〉                         | 1:58      |
| 10. | 〈Bottles to the Ground〉                         | 2:20      |
| 11. | 〈Total Bummer〉                                  | 2:13      |
| 12. | 〈My Vagina〉                                     | 2:36      |
| 13. | 〈Herojuana〉                                     | 2:46      |
| 14. | 〈Theme From a NOFX Album〉                       | 4:18      |